# Power, Corruption & Lies
Power, Corruption & Lies —en español: Poder, Corrupción y Mentiras— es el segundo álbum de estudio del grupo británico de música electrónica New Order. Fue publicado el 2 de mayo de 1983. El álbum cuenta con más pistas basadas en sonidos electrónicos que su anterior álbum Movement, con un mayor uso de los sintetizadores. Fue incluido entre los 100 mejores álbumes de las listas de 1980, tanto en la revista Rolling Stone como en Pitchfork Media.
En 2008, el álbum fue relanzado en una edición para coleccionistas con un disco extra.

## Título
El título del álbum fue elegido por Bernard Sumner de una exposición de arte conceptual de 1981 en Colonia, Alemania. En la noche de apertura de la exposición del artista Gerhard Richter destrozado el exterior de la Kunsthalle de la pintura de aerosol del texto, "El poder, la corrupción y mentira".

## Lista de canciones
Lado 1

Todas las canciones escritas y compuestas por New Order. 
| Side one |                  |          |  |
| N.º      | Título           | Duración |  |
| 1.       | «Age of Consent» | 5:15     |  |
| 2.       | «We All Stand»   | 5:14     |  |
| 3.       | «The Village»    | 4:37     |  |
| 4.       | «5 8 6»          | 7:31     |  |

Lado 2
| Side two |                    |          |  |
| N.º      | Título             | Duración |  |
| 5.       | «Your Silent Face» | 6:00     |  |
| 6.       | «Ultraviolence»    | 4:52     |  |
| 7.       | «Ecstasy»          | 4:25     |  |
| 8.       | «Leave Me Alone»   | 4:40     |  |

American CD Bonus Tracks
| American CD bonus tracks |                    |          |  |
| N.º                      | Título             | Duración |  |
| 1.                       | «Age of Consent»   | 5:16     |  |
| 2.                       | «We All Stand»     | 5:14     |  |
| 3.                       | «The Village»      | 4:37     |  |
| 4.                       | «5 8 6»            | 7:31     |  |
| 5.                       | «Blue Monday»      | 7:32     |  |
| 6.                       | «Your Silent Face» | 6:00     |  |
| 7.                       | «Ultraviolence»    | 4:52     |  |
| 8.                       | «Ecstasy»          | 4:25     |  |
| 9.                       | «Leave Me Alone»   | 4:40     |  |
| 10.                      | «The Beach»        | 7:22     |  |

## Posicionamiento en lista
| Lista (1983)                      | Posición |
| --------------------------------- | -------- |
| Australian Albums (ARIA)          | 38       |
| Canadian Albums (RPM)             | 66       |
| German Albums (Media Control)     | 18       |
| Nueva Zelanda (Recorded Music NZ) | 3        |
| Suecia (Sverigetopplistan)        | 16       |
| UK Albums (OCC)                   | 4        |
| UK Independent Albums (OCC)       | 1        |

## Personal
- Bernard Sumner - voz principal y coros, guitarra eléctrica y melódica
- Peter Hook - bajo y coros
- Stephen Morris - sintetizadores, batería
- Gillian Gilbert - sintetizadores y caja de ritmos